# Diego Valdés Giraldo
Diego Valdés Giraldo (Medellín, 28 de enero de 1991) es un futbolista colombiano. Juega como delantero y actualmente milita en Alianza Petrolera de la Categoría Primera A colombiana.

## Trayectoria

### Independiente Medellín
Integraría las divisiones menores del Independiente Medellín, siendo promovido parcialmente al equipo profesional de la mano del entrenador Juan José Peláez en 2008. Para 2009 con apenas 18 años de edad logría debutar profesionalmente bajo las órdenes de la dupla técnica de Sachi Escobar y Leonel Álvarez, el día 15 de febrero en la derrota 3-1 ante el Deportivo Cali en el Estadio Pascual Guerrero donde fue titular jugando 19 minutos del encuentro siendo sustituido por Diego Aroldo Cabrera.
Tras 4 temporadas en el club con poco rodaje se marcharía a mediados del 2012.

### Leones
Buscaría nuevos rumbos y llegá al Club Atlético Trinidad de Argentina del Torneo Federal A donde según él fue engañado en su contrato y además le retuvierón su pasaporte, al final no jugaría para dicho club y regresa al Colombia luego de un largo mes.
Para 2014 tras casi 2 años sin jugar el Deportivo Rionegro actual (Leones de Itagüi) de la Categoría Primera B lo ficharía por un temporada en la que le iría muy bien. Disputaría 34 partidos anotando 9 goles, esto le valió tener nuevamente ofertas internacionales.

### Metropolitanos
Para enero de 2015 ficharía por el equipo caraqueño de Metropolitanos Fútbol Club siendo compañero de la Perra Carrillo. En este equipo juega por seis meses disputando 8 partidos en los que se reportaría con gol en tan sólo una ocasión el día 27 de febrero ante Estudiantes de Mérida anotando al minuto 1' del encuentro.

### Boyacá Chicó
Tras estar un año y medio sin equipo el Boyacá Chicó lo ficharía para afrontar el ascenso en 2017 que con el pasar los partidos sería uno de los jugadores destacables de la temporada donde al final lograrían la meta de ascender.
Para 2018 se consolidó de manera definitiva tanto que se convirtió en el primer capitán del equipo y lleva anotados varios goles.

### Deportes Tolima
Para el 2019 se confirma la llegada de Diego Valdés, proveniente del Boyacá Chicó, quien reforzará al Deportes Tolima, luego de un pedido del delantero hecha por el entrenador Alberto Gamero. El 4 de febrero marca su primer gol con el club en la victoria 2 por 0 sobre Rionegro Águilas, vuelve y marca el 17 de marzo de tiro penal sentenciando el 5 por 1 sobre el Atlético Huila en el clásico del tolima grande.

## Estadísticas
| Club                              | Temporada           | Liga  | Liga  | Copa Nacional | Copa Nacional | Copa Internacional | Copa Internacional | Total | Total | Prom. · |
| Club                              | Temporada           | Part. | Goles | Part.         | Goles         | Part.              | Goles              | Part. | Goles | Prom. · |
| --------------------------------- | ------------------- | ----- | ----- | ------------- | ------------- | ------------------ | ------------------ | ----- | ----- | ------- |
| Independiente Medellín · Colombia | 2009                | 5     | 0     | 0             | 0             | -                  | -                  | 5     | 0     | 0,00    |
| Independiente Medellín · Colombia | 2010                | 0     | 0     | 0             | 0             | 0                  | 0                  | 0     | 0     | 0,00    |
| Independiente Medellín · Colombia | 2011                | 4     | 0     | 8             | 3             | -                  | -                  | 12    | 3     | 0,25    |
| Independiente Medellín · Colombia | 2012                | 0     | 0     | 5             | 0             | -                  | -                  | 5     | 0     | 0,25    |
| Independiente Medellín · Colombia | Total               | 9     | 0     | 13            | 3             | 0                  | 0                  | 22    | 3     | 0,14    |
| Leones · Colombia                 | 2014                | 30    | 9     | 4             | 0             | -                  | -                  | 34    | 9     | 0,26    |
| Leones · Colombia                 | Total               | 30    | 9     | 4             | 0             | 0                  | 0                  | 30    | 9     | 0,26    |
| Metropolitanos · Venezuela        | 2015                | 8     | 1     | -             | -             | -                  | -                  | 8     | 1     | 0,13    |
| Metropolitanos · Venezuela        | Total               | 8     | 1     | 0             | 0             | 0                  | 0                  | 8     | 1     | 0,00    |
| Boyacá Chicó · Colombia           | 2017                | 36    | 8     | 2             | 0             | -                  | -                  | 38    | 8     | 0,21    |
| Boyacá Chicó · Colombia           | 2018                | 35    | 15    | 2             | 1             | -                  | -                  | 37    | 16    | 0,43    |
| Boyacá Chicó · Colombia           | Total               | 71    | 23    | 4             | 1             | 0                  | 0                  | 75    | 24    | 0,31    |
| Deportes Tolima · Colombia        | 2019                | 24    | 4     | 0             | 0             | 5                  | 0                  | 29    | 4     | 0,22    |
| Deportes Tolima · Colombia        | Total               | 24    | 4     | 0             | 0             | 5                  | 0                  | 29    | 4     | 0,22    |
| Total en su carrera               | Total en su carrera | 137   | 35    | 21            | 4             | 5                  | 0                  | 163   | 39    | 0,25    |

## Palmarés

### Campeonatos nacionales
| Título              | Club                   | País     | Año  |
| ------------------- | ---------------------- | -------- | ---- |
| Torneo Finalización | Independiente Medellín | Colombia | 2009 |
| Primera B           | Boyacá Chicó           | Colombia | 2017 |